# Поліський провулок (Київ)
Полі́ський прову́лок — провулок у Дарницькому районі міста Києва, місцевості Нова Дарниця, Рембаза. Пролягає від початку забудови до Поліської вулиці. 
Прилучається проїзд до Бориспільської вулиці.

## Історія
Провулок виник у середині XX століття як частина Російської вулиці (нині — Юрія Литвинського). У довіднику «Вулиці Києва» 1975 року Поліський провулок зазначено як запроєктований, 1978 року — ліквідований у зв'язку з переплануванням місцевості. 
Відокремлений під сучасною назвою у 1990 році (через виникнення перерви у проляганні вулиці Юрія Литвинського внаслідок промислового будівництва).